# Vison d'Europe en France

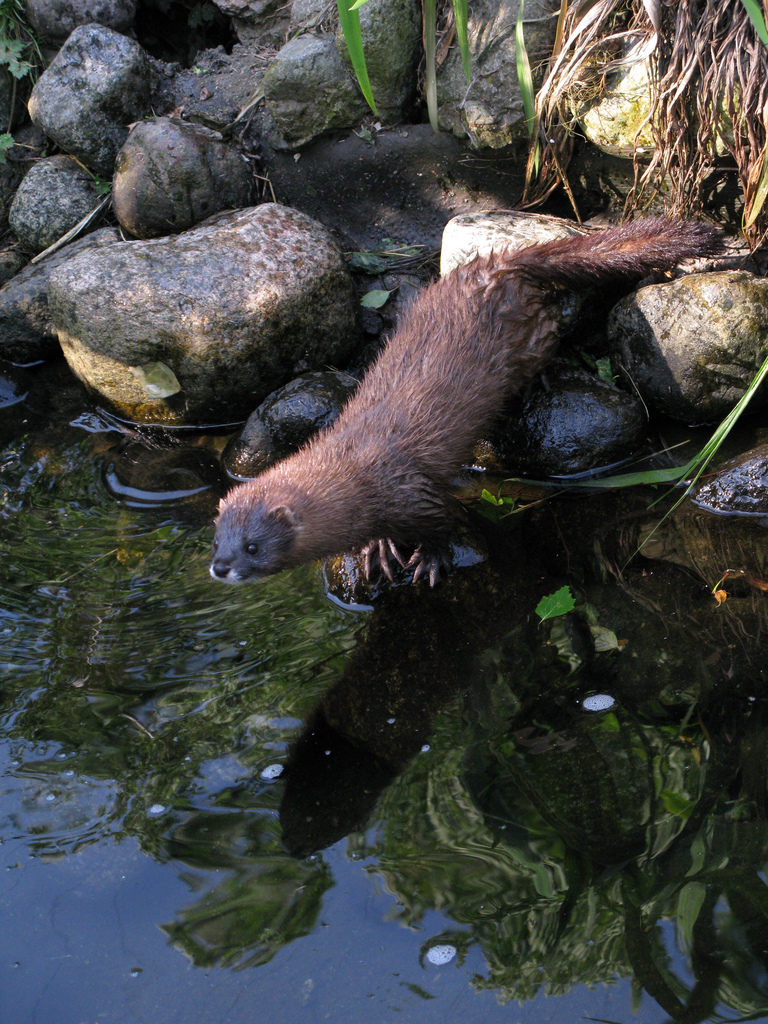
Un Vison d'Europe détenu dans un parc zoologique.

Le Vison d'Europe en France (Mustela lutreola) est une espèce autochtone de mammifères carnivores du genre Mustela. Petit mustélidés à la fourrure brun foncé marquée d'une à deux taches blanches sur le museau, le Vison d'Europe est inféodé aux écosystèmes aquatiques. Il vit dans les petites rivières, les marais et les ruisseaux où il se nourrit de petits mammifères, de poissons et d'amphibiens.
Autrefois présent du Golfe de Gascogne jusqu'à Moscou, l'aire de répartition du Vison d'Europe s'est réduite au cours des siècles. En France, l'espèce était présente de la Bretagne jusqu'aux Pyrénées.
Les causes du déclin sont multiples. Le piégeage pour la fourrure est la principale cause de disparition au XIXe siècle. L'artificialisation des cours d'eau, qui s'est fortement accélérée au XXe siècle, participe fortement à la diminution des populations en détruisant l'habitat favorable au Vison d'Europe. L'introduction du Vison d'Amérique (Neovison vison), échappé de visonnières, a aggravé le déclin des populations.
Entre 2010 et 2020, l'espèce a fortement régressé en France, dans les années 2020, elle ne semble plus présente en France que dans la Vallée de la Charente, dont le Marais de Rochefort semble être le principal bastion de l'espèce,.
Petit mustélidé des cours d'eau, le Vison d'Europe ne marque pas la culture française. Il est confondu avec le putois depuis au moins le XIXe siècle.

## Description
Il n'y a pas de différences notables entre le Vison d'Europe présent sur le territoire français et les autres populations.
La diversité génétique du Vison d'Europe est très faible pour les populations espagnoles et françaises, légèrement plus élevé pour les populations du Sud de l'Europe et encore plus élevée pour les populations de l'Est. La faible diversité génétique des populations françaises et espagnoles a conduit à l'idée que le Vison d'Europe n'est pas une espèce autochtone à ses régions et qu'elle y aurait été introduite par l'humain. Cette idée est rejetée par l'Union internationale pour la conservation de la nature, qui statue que la faible diversité génétique n'est pas une preuve suffisante pour expliquer une introduction d'origine non naturelle.

## Taxinomie

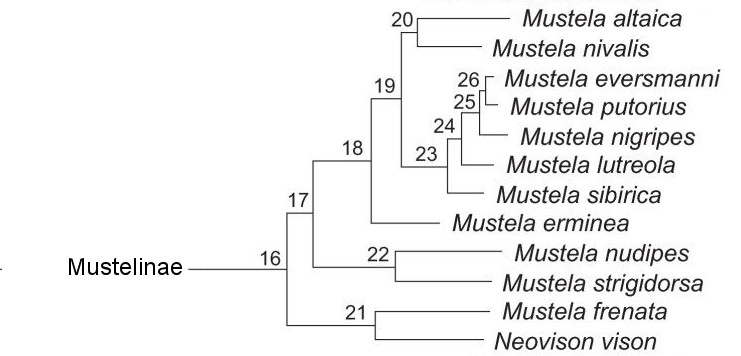
Cladogramme des Mustelinae.

Les populations françaises et espagnoles sont très proches génétiquement et partagent le même haplotype mitochondrial.
En 1974, cinq sous-espèces sont listées, réparties en Union soviétique et dans les pays voisins (M. l. lutreola, M. l. novikovi, M. l. turovi, M. l. cyclipena et M. l. transsylvania), toutefois, les deux dernières étaient considérées comme de validité douteuse par les auteurs de la proposition. En 1982, Youngman considère que l'espèce ne peut être subdivisée en aucune sous-espèce. Les populations françaises ont été parfois découpées en deux sous-espèces en 1912 — M. l. biedermanni et M. l. armorica —, mais celles-ci ont été invalidées. Mammal Species of the World liste sept sous-espèces : M. l. lutreola, M. l. biedermanni, M. l. binominata, M. l. cylipena, M. l. novikovi, M. l. transsylvanica et M. l. turovi.

## Distribution
La « découverte » du Vison d'Europe en France est publié par Edmond de Sélys Longchamps en 1839. L'espèce est confondue avec le putois jusqu'au début du XXe siècle. Les trappeurs et chasseurs le nommaient d'ailleurs « putois d'eau » ou « putois de rivière », en pensant que le Vison d'Europe est une variété semi-aquatique du putois.
Les premières études sont menées à partir du milieu du XIXe siècle au début du XXe siècle par Jacques Pucheran, Fernand Lataste, Édouard Louis Trouessart, Henri Gadeau de Kerville, Émile Anfrie, Georges Vacher de Lapouge et Xavier Raspail. Les premières études, bien que parfois sujettes à caution, semblent montrer que le Vison d'Europe a une large aire de distribution en France. De nouvelles études sont entreprises soixante ans plus tard par Marie-Charlotte Saint Girons, van Bree et Chanudet réduisant l'aire de distribution au front atlantique.
Un trappeur costarmoricain témoigne que l'espèce était très commune entre 1930 et 1950. Trappeurs et chasseurs témoignent d'un déclin rapide des prises de la fin des années 1950 au début des années 1960. Le dernier signalement dans le Morbihan date de 1971. Dans les années 1980 en France, le Vison d'Europe est signalé dans le Morbihan, l'Ille-et-Vilaine, la Loire-Atlantique, la Manche, la Charente, la Charente-Maritime, la Mayenne, la Dordogne, la Gironde, le Lot-et-Garonne et les Pyrénées-Atlantiques. Toutefois, seuls le sud-ouest de la France et la Bretagne présentaient des populations importantes.
En Bretagne, les populations du nord-est, du sud et du centre du Morbihan, et notamment celles du marais de Noyalo sont alors considérées comme les plus importantes (une dizaine de signalements dans les années 1980). Dans le marais de la Brière en Loire-Atlantique, le dernier signalement date de 1984 lorsque deux à trois Visons d'Europe se sont noyés dans des pièges à anguilles. Toujours en Loire-Atlantique, un individu mort est découvert près de Sévérac en 1992. En Ille-et-Vilaine, un individu est noté près de Saint-Erblon en 1984, un autre est piégé en 1986. En Vendée, un individu est piégé accidentellement en 1989. La présence de l'espèce est signalée dans les années 1980 dans le parc naturel régional de Brière, dans la réserve naturelle du lac de Grand-Lieu et dans la réserve naturelle nationale de Chérine.
De 2010 à 2014, l'espèce est détectée dans moins de 10 bassins versants en Gironde, Charente, Dordogne et Charente-Maritime, principal bastion de l'espèce.
Sur la période 2019 - 2024, l'espèce est contacté en Dordogne, en Charente et en Charente-Maritime. La population charentaise semble la seule survivante française d'après les études menées dans le cadre du LIFE Vison [archive]. Elle est cantonnée au Marais de Rochefort qui semble être le principal bastion de l'espèce en France et à la Vallée de la Charente en amont d'Angoulême,. En Charente-Maritime, un individu est retrouvé mort de collision routière en 2021 en Baie de l'Aiguillon, deux individus sont contactés dans la Moyenne vallée de la Charente [archive] et un mâle est capturé en avril 2021 et suivi par télémétrie sur la vallée de la Lizonne. Il s'agit apparemment d'individus erratiques.

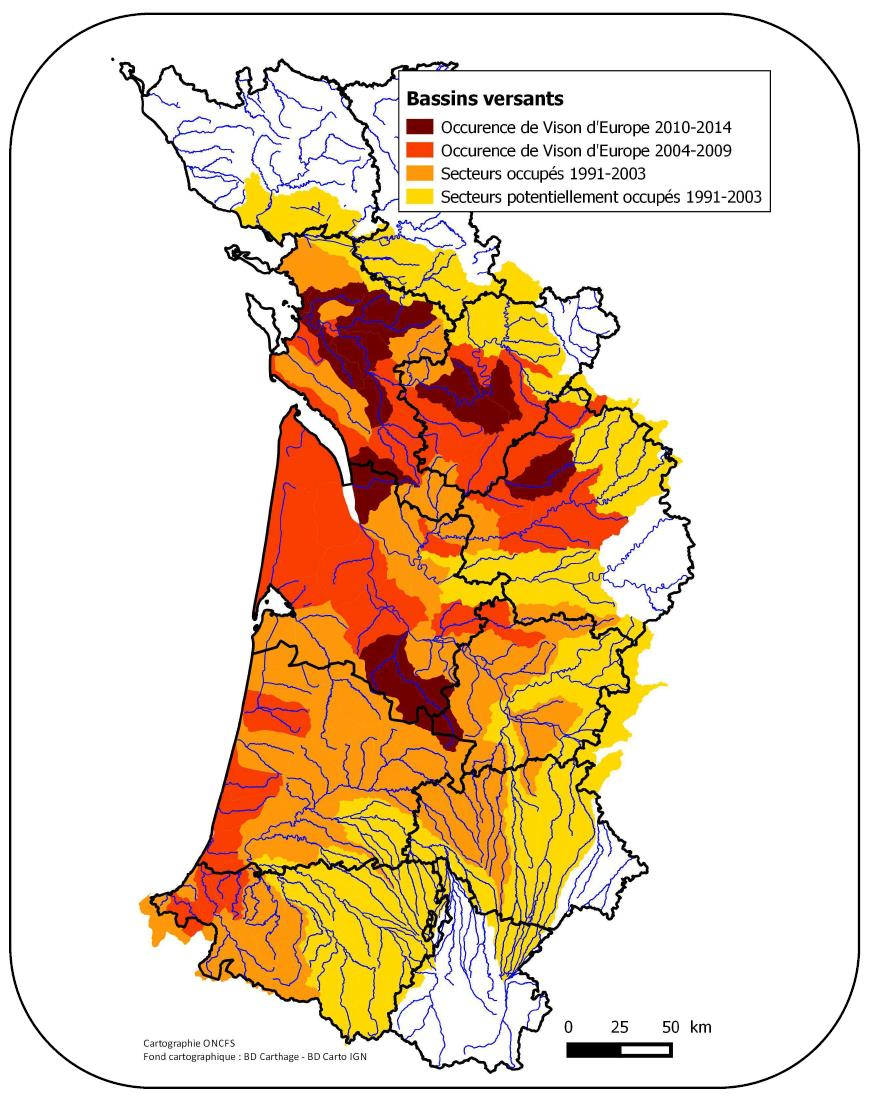
Carte de présence du Vison d'Europe en France

En France, la dernière estimation de population, réalisée en 2004, a dénombré une petite centaine d'individus. L'espèce a depuis, fortement régressé.

## Menaces
Une modélisation avec un système d'information géographique montre que les menaces majeures de fragmentation de la population du Vison d'Europe en Biscaye sont la dégradation de l'habitat (par l'urbanisation et l'artificialisation des cours d'eau) et l'expansion du Vison d'Amérique.

### Chasse et piégeage
Au début du XXe siècle, le piégeage pour la fourrure a joué un rôle majeur dans la régression du Vison d'Europe. Des années 1930 à 1970, une cinquantaine de Visons d'Europe est tuée chaque année dans les Côtes-d'Armor, qui était peut-être le département ayant la plus grande population bretonne. À Rennes, un pelletier préparait une centaine de peaux chaque année à la fin du XIXe siècle. Un trappeur costarmoricain a capturé plus de deux mille Visons d'Europe dans le département entre 1930 et 1970 : il témoigne que l'espèce était très commune entre 1930 et 1950. Chassée avec des chiens, elle est un « produit dérivé » de la chasse à la loutre. Trappeurs et chasseurs témoignent d'un déclin rapide des prises de la fin des années 1950 au début des années 1960. La fourrure de vison, utilisée en garniture sur les habits de cérémonie, était un emblème répandu de royauté. Les peaux de vison sont toujours l'un des produits les plus chers et luxueux de la mode européenne, toutefois, depuis l'arrivée de l'élevage, la majorité des peaux utilisées proviennent d'individus captifs, et notamment de Vison d'Amérique. Cela a également de faire baisser les prix.
Jusque dans les années 1970, la principale cause de disparition du Vison d'Europe en France est le piégeage pour sa fourrure.

### Destruction de l'habitat
L'assèchement des zones humides est une cause majeure de perte de l'habitat du Vison d'Europe. Le drainage a fortement modifié les zones humides : en Bretagne, 40 % des zones humides côtières ont été modifiées dans les années 19970-1990 et 67 % des zones restantes ont été modifiées. La dégradation de nombreux milieux naturels s'est traduite par une baisse globale de la capacité d'accueil des espèces semi-aquatiques. De même, la modification des rivières, par la création de canaux ou la dé-végétalisation des berges a contribué à diminuer l'habitat favorable au Vison d'Europe. Par exemple, les possibilités de tanières et d'abris nécessaires à la reproduction sont amoindries.
La modification des berges et rives a également un impact négatif sur le nombre de proies disponibles pour le Vison d'Europe, les insectes, amphibiens, rongeurs et oiseaux aquatiques diminuant en nombre après l'artificialisation des rivières. Cet effet s'additionne à la disparition de certaines proies, comme les écrevisses décimées par une épidémie d'aphanomicose dans les années 1980.
Sa position de prédateur situé au sommet de la pyramide alimentaire l'expose plus que beaucoup d'autres espèces aux polluants bioaccumulés (métaux lourds, PCB, perturbateurs endocriniens…). Dans les années 2000, plusieurs études ont montré que le déclin des populations de mustélidés en Europe, et tout particulièrement du Vison d'Europe dans l'ouest de la France est au moins pour partie induit par le morcellement des populations, même là où le milieu n'a apparemment pas changé, ou pas globalement changé.

### Piégeage indifférencié des nuisibles
L'espèce est protégée depuis 1976 mais des animaux sont encore détruits accidentellement par confusion avec le Putois, le Ragondin ou le Vison d'Amérique (Neovison vison). En Bretagne par exemple, les campagnes massives de destruction de Visons d'Amérique ont probablement joué un rôle important dans la disparition du Vison d'Europe. Dans les années 1990, la mort accidentelle dans un piège initialement destiné au Rat musqué (Ondatra zibethicus), au Ragondin (Myocastor coypus) et au Vison d'Amérique était une des principales menaces pour la survie du Vison d'Europe en France.
Dans les départements où le putois est classé nuisible, il existe également un risque d'erreur d'identification par les piégeurs, notamment avec le putois lorsqu'il est de couleur sombre (voir les travaux du Professeur Thierry Lodé).
Les campagnes d'empoisonnement de rongeurs déprédateurs, et notamment le Ragondins, constituent également une menace bien réelle. Le Vison d'Europe peut s'intoxiquer en consommant des rongeurs empoisonnés. Dans les années 1980 et 1990, l'utilisation de pièges à mâchoires pourtant interdite, est signalée comme un risque pour la survie du Vison d'Europe.
En France, certains départements, comme la Charente ont, d'une part interdit l'utilisation de carottes empoisonnées, d'autre part proposé aux piégeurs de munir gratuitement leurs pièges d'une trappe à vison d'Europe lui permettant de s'en échapper alors que les ragondins et les visons d'Amérique sont trop gros pour passer.

### Collisions routières
De nombreuses infrastructures routières sont également meurtrières. Douze cas de mort par collision routière sont répertoriés en Bretagne entre 1936 et 1986. Le Vison d'Europe traverse notamment les routes au niveau des ponts.

### Introduction du Vison d'Amérique
L'arrivée du Vison d'Amérique (Neovison vison) en Europe dans les années 1920 a été un facteur aggravant du déclin du Vison d'Europe. Ce vison s'est échappé de visonnières implantées en Europe. Ce vison est un prédateur plus opportuniste, moins dépendant des bordures de rivières et plus agressif. La compétition interspécifique est forte car le Vison d'Amérique partage le même type d'habitat et la même nourriture. C'est un cas d'exclusion compétitive : le Vison d'Amérique supplante l'espèce européenne et devient rapidement l'espèce de vison dominante.
Les élevages de vison (il en existe des centaines en Europe) favorisent par leur homogénéité génétique (Cf. forte sélection de reproducteurs et insémination artificielle) et la promiscuité des animaux des maladies qui affectent aussi les visons sauvages, d'autant plus qu'ils vivent à proximité des élevages pour la maladie aléoutienne (virose très présente dans les élevages, source d'une baisse d'immunité de l'animal). Il a été montré que plus un vison sauvage vit près d'un élevage de visons, plus il a de risque de contracter la maladie aléoutienne ; en outre des visons domestiques (malades ou non) peuvent s'échapper des fermes de visons et s'hybrider avec le vison sauvage. Les élevages sont aussi touchés par d'autres maladies (ex : Pseudomonas, Pseudomonas aeruginosa, Acinetobacter et même récemment SARS-CoV-2, cause de la pandémie de COVID-19 et de « dissémination de bactéries résistantes aux antibiotiques dans l'environnement ».
Il a aussi été récemment démontré que vivre à moins de 500 m d'un élevage de vison est associé à un risque accru d’asthme et de rhinite allergique ; nettement plus qu'en cas de proximité comparable d'élevages de « porcs, poulets, bovins, chèvres et moutons ». Outre des épidémies internes, une contagion de chats errants ou d'animaux sauvages ou d'éleveurs est possible.

## Protection
Le Vison d'Europe est listé comme « en danger critique d'extinction » (CR) par l'Union internationale pour la conservation de la nature (UICN) depuis 2011. L'espèce était précédemment listée comme « vulnérable » de 1988 à 1994, puis « en danger » (EN) entre 1994 et 2011. De 1995 à 2015, les populations ont décru de plus de la moitié et les prévisions restent au déclin des populations dû à la dégradation ou à la perte de son habitat ainsi qu'à l'arrivée d'espèces envahissantes, notamment le Vison d'Amérique. L'espèce constitue possiblement la prochaine espèce de mammifères européens à disparaître.
En Union européenne, l'espèce est inscrite dès l’origine aux annexes II et IV de la Directive habitats, qui impose une protection de l'espèce dans son aire de répartition naturelle. En 1992 et 1993, la Société française pour l'étude et la protection des mammifères (SFEPM) intervient pour que le Vison d'Europe devienne une espèce prioritaire de l'annexe II de la directive européenne et ce statut est obtenu en mai 2004.
Le Vison d'Europe est protégé en France depuis 1977. En application du Code de l'Environnement, l'espèce est inscrite dans la liste des espèces de mammifères protégés par l'arrêté interministériel du 23 avril 2007, à ce titre, la destruction des sites de reproduction et des aires de repos, la destruction, la capture ou la vente du Vison d'Europe est interdite sur l'ensemble du territoire français.
Le Vison d'Europe est l'un des mammifères les plus en danger en Europe et à ce titre jouit aujourd'hui théoriquement d'un statut de protection totale. Au niveau européen, plusieurs plans de sauvegarde ont été mis en place, notamment en Estonie (suivi par Tiit Maran), en France (suivi par Thierry Lodé) en Allemagne (suivi par R. Schroepfer).
L'installation d'écoducs spéciaux dits « passages à visons » sous les ponts est à l'étude dans plusieurs secteurs (zone Natura 2000 Vallée de l'Antenne par exemple).
En France, le plus grand projet autoroutier de 2008 (autoroute A65 Pau-Langon qui sur 150 km, des Pyrénées-Atlantiques à la Gironde traverse une des dernières zones de survie du Vison d'Europe) a été bloqué le 20 mars 2008 par un avis défavorable du comité permanent du Conseil national de protection de la nature qui a jugé insuffisantes les mesures compensatoires proposées par l'aménageur-concessionnaire. Cependant l'autoroute a tout de même été construite et inaugurée en 2010.
Des efforts de conservation sont menés depuis les années 90 sur l'espèce en France, notamment par la LPO. Le Vison d'Europe a bénéficié d'un programme européen LIFE, le LIFE Vison et de plusieurs Plans Nationaux d'Action dont le dernier se terminera en 2030.

### Gestion des risques de piégeage accidentel

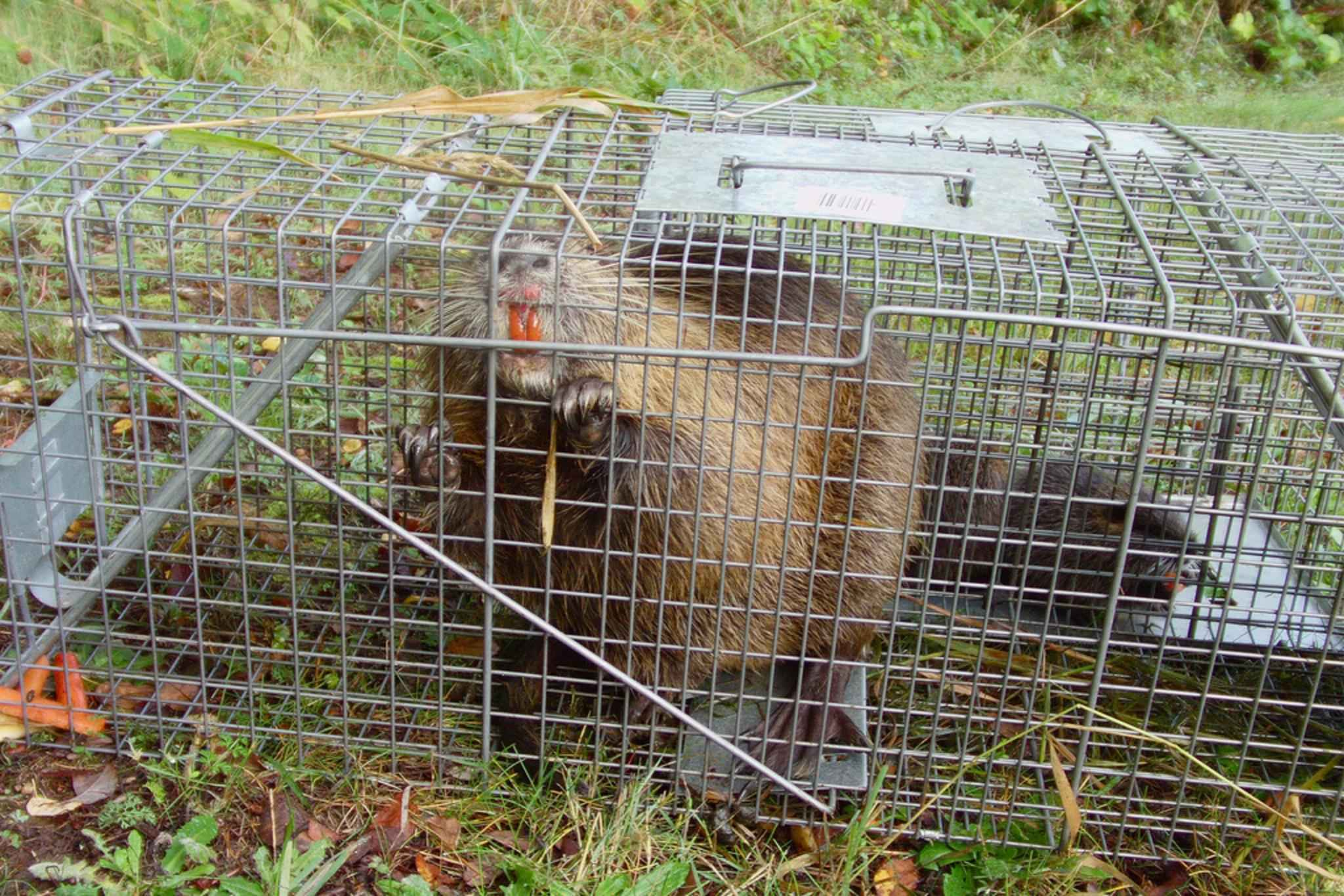
Piège à ragondin

La chasse et le piégeage du Vison d'Amérique peuvent contribuer à la préservation du Vison d'Europe, s'ils sont bien ciblés. Le Vison d'Amérique est en effet une espèce invasive non autochtone, qui entre en concurrence directe avec l'espèce européenne.
Le Vison d'Europe est protégé en France tandis que le Vison d'Amérique est sur la liste des espèces susceptibles d'être classées nuisibles par arrêté ministériel du 30 septembre 1988. Le vison européen (comme le castor d'Europe et la loutre qui partagent le même habitat) peut être accidentellement tué par des pièges destinés à des espèces dites nuisibles (telles que le rat musqué ou le ragondin). Pour éviter ceci un arrêté du 8 juillet 2013, abrogé et remplacé par un nouvel arrêté du 24 mars 2014 (J.O. du 2 avril 2014, pour une entrée en vigueur le 1er juillet) interdit les pièges tuant de catégories 2 et 5, dans les zones de présence de ces espèces (ces zones sont définies par arrêté préfectoral mis à jour annuellement).

## Dans la culture

### Efforts de recherche
La première réunion d'un groupe d'experts européens sur le Vison d'Europe a eu lieu les 4 et 5 avril 1991 à Strasbourg, sous l'organisation du conseil de l'Europe. La situation précaire de l'espèce conduit dès 1993 a se prononcer en faveur de l'élevage conservatoire en captivité. En 1993, la Société française pour l'étude et la protection des mammifères (SFEPM) consacre son meeting annuel à l'état de la recherche sur la Loutre d'Europe et le Vison d'Europe.

### Dénomination
Au début du XXe siècle, le naturaliste Armand de Montlezun note que les chasseurs, peu habitués à voir le Vison d'Europe, le confondent avec le putois (Mustela putorius putorius). Le Vison d'Europe a été nommé jusqu'au début du XXe siècle par des termes reflétant une certaine méconnaissance de l'espèce et sa confusion avec le putois ou la loutre : « lutreola », « petite loutre », « putois à tête de loutre », « putois d'eau », « putois des marais » ou encore « putois à pieds palmés ».